# IX symfonia d-moll Brucknera

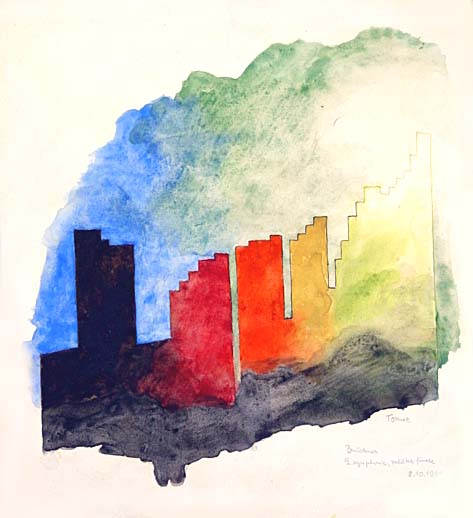
Eduard Tomek : "9. symfonia Antona Brucknera"

IX Symfonia d-moll, WAB 109 – symfonia skomponowana przez Antona Brucknera w latach 1887-1896.

## Historia
Bruckner pisał IX Symfonię d-moll będąc już poważnie chorym. Jego ostatnim pragnieniem było ukończyć utwór. Czwarta część symfonii – Finale została niedokończona. Pierwsze wykonanie utworu miało miejsce 11 lutego 1903 roku w Wiedniu pod dyrekcją Ferdinanda Löwego. Podczas prób Löwe całkowicie przeinstrumentował pierwsze trzy części symfonii a jako finał dołączył Te Deum C-dur, WAB 45, co było życzeniem Brucknera:
"Jeśli umrę zanim ukończę symfonię, wówczas moje Te Deum musi być użyte jako czwarta część."
IX Symfonia i Te Deum są stylistycznie odmienne i różnią się tonacją. Dla niektórych użycie Te Deum w C-dur jako zakończenie symfonii w d-moll jest nie do przyjęcia. W IX Symfonii występuje motyw smyczków otwierających Te Deum. Pierwsze publiczne wykonanie oryginalnej wersji symfonii miało miejsce 23 października 1932 roku, gdzie Clemens Krauss dyrygował orkiestrą Filharmoników Wiedeńskich.

## Części utworu
I Feierlich, misterioso
II Scherzo: Bewegt, lebhaft, Trio: Schnell. Scherzo da capo
III Adagio: Langsam, feierlich
IV Finale (Misterioso; nich schnell) – niedokończona
Czwarta część Finale została zrekonstruowana z zachowanych fragmentów rękopisu przez dyrygentów, kompozytorów oraz muzykologów: Nicola Samale, Johna A. Philipsa, Benjamina-Gunnara Cohrsa i Giuseppe Mazzucę w latach 1983-1991. Pierwsze wykonanie czteroczęściowej symfonii odbyło się 3 grudnia 1991 roku w Linzu.